# Best of Bee Gees
Best of Bee Gees è una raccolta  dei Bee Gees, uscito nel 1969.

## Tracce
1. "Holiday" (Barry & Robin Gibb)
2. "I've Gotta Get a Message to You"
3. "I Can't See Nobody" (Barry & Robin Gibb)
4. "Words"
5. "I Started a Joke"
6. "Tomorrow, Tomorrow" (Barry & Maurice Gibb)
7. "First of May"
8. "World"
9. "Massachusetts"
10. "To Love Somebody" (Barry & Robin Gibb)
11. "Every Christian Lion Hearted Man Will Show You"
12. "New York Mining Disaster 1941" (Barry & Robin Gibb)